# Chua
Chua, zmijsko bratstvo (fratrija) Hopi Indijanaca kojemu uz klan chua (Snake, Rattlesnake; čegrtuša) pripadaju i klanovi Tohouh (Puma), Huwi (Dove; golub), Ushu (Columnar cactus), Puna (Cactus fruit), Yungyu (Opuntia, opuncija), Nabowu (Opuntia frutescens), Pivwani (Marmot, mrmot), Pihcha (Skunk; tvor) i Kalashiauu (Racoon; rakun). Uz njih pripadali su mu i izumrli klanovi Tubish (Sorrow), Patung (Squash; tikva), Atoko (Crane; ždral), Kele (Pigeonhawk) i Chinunga (Thistle; čkalj).
Pema tradiciji Chua ljudi došli su u Tusayan kao drugi migracijski val iz zemlje Tokonabi koja se nalazila u predjelu gdje se sastaju San Juan i Colorado.
Bratstvo Chua kod ranih autora navodi se u oblicima tcûʹ-a nyû-mu (Fewkes, 1894) i Tcuin nyumu (Stephen, 1891). 